# Полуостров Полярных Лётчиков
Полуостров Поля́рных Лётчиков — полуостров в Баренцевом море, в восточной части острова Земля Александры, который входит в архипелаг Земля Франца-Иосифа.
На западе полуостров омывается заливом Дежнёва, на востоке Архангельским проливом. На полуострове находится ледник купол Кропоткина высотой свыше 300 м. Крайней южной точкой является мыс Томаса, крайней восточной — мыс Заманчивый. Полуостров соединяется с основной частью Земли Александры перешейком шириной 3 км, который омывается с севера водами бухты Зверобоев, а с юга водами бухты Северной (которая является северной частью залива Дежнёва). На перешейке располагается озеро Ледяное.